# Павловка (Барский район)
Павловка (укр. Павлівка) — село на Украине, находится в Барском районе Винницкой области.
Код КОАТУУ — 0520283409. Население по переписи 2001 года составляет 82 человека. Почтовый индекс — 23050. Телефонный код — 4341.
Занимает площадь 5,09 км².

## Адрес местного совета
23050, Винницкая область, Барский р-н, с.Матейкы, ул.Ленина, 4